# Chełmno (Powiat Kolski)
Chełmno [ˈxɛwmnɔ] (Ausspracheⓘ, auch Chełmno nad Nerem, 1940–1945 Kulmhof am Ner) ist ein Dorf und Schulzenamt der Stadt-und-Land-Gemeinde Dąbie im Powiat Kolski der Woiwodschaft Großpolen. Die ehemalige Stadt hat etwa 350 Einwohner und wurde durch das Vernichtungslager Kulmhof bekannt.

## Geographie

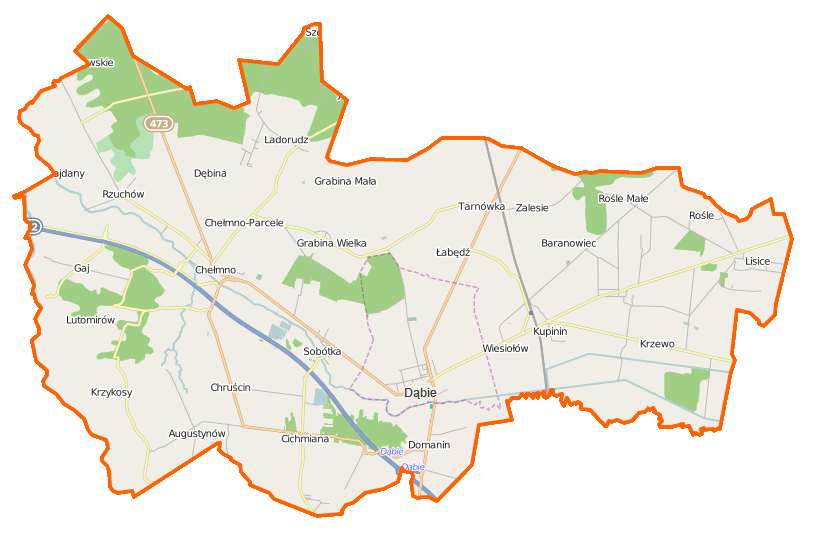
Karte der Gemeinde

Chełmno liegt im Osten der Woiwodschaft am Nordufer des Flusses Ner. Die Kreisstadt Koło liegt zehn Kilometer nordwestlich, die Kleinstadt Dąbie fünf Kilometer südöstlich, Posen 125 Kilometer westlich.
Nachbarorte sind Chełmno-Parcele im Norden, Grabina Wielka im Nordosten, Sobotka im Südosten, Chruścin im Süden, Lutomirów sowie Gaj im Südwesten und Rzuchów im Nordwesten. Die Gedenkstätte, wo die Leichen der Opfer verscharrt wurden, liegt nordwestlich im Wald nahe der Gemeindegrenze.

## Geschichte

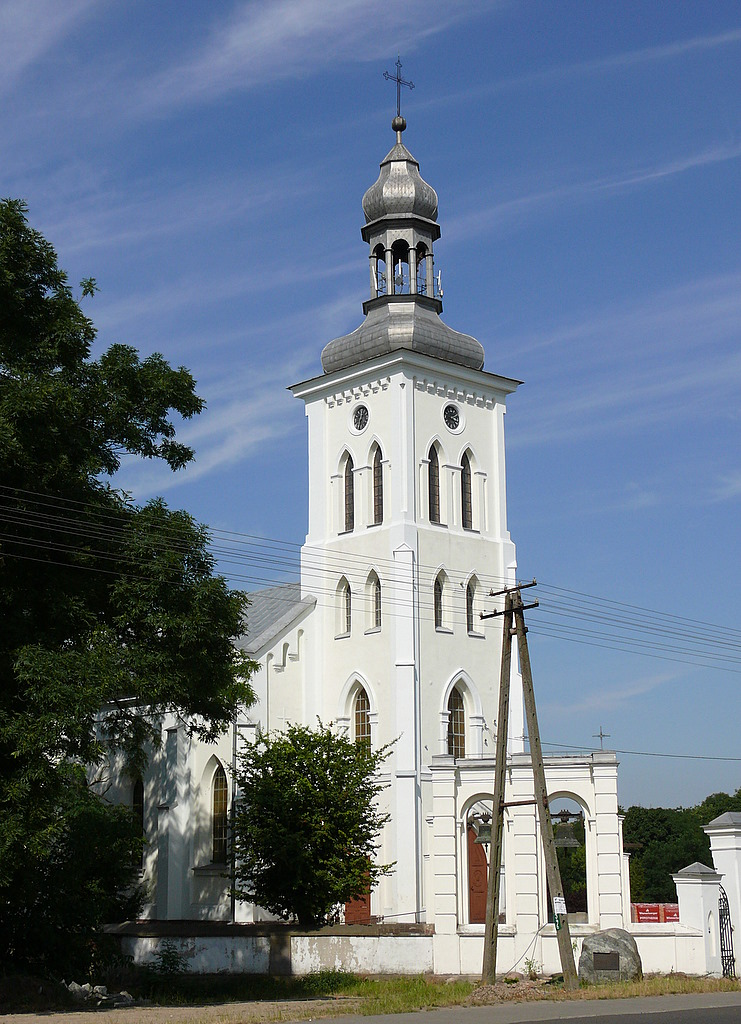
Kirchturm und Glockenträger der Pfarrkirche

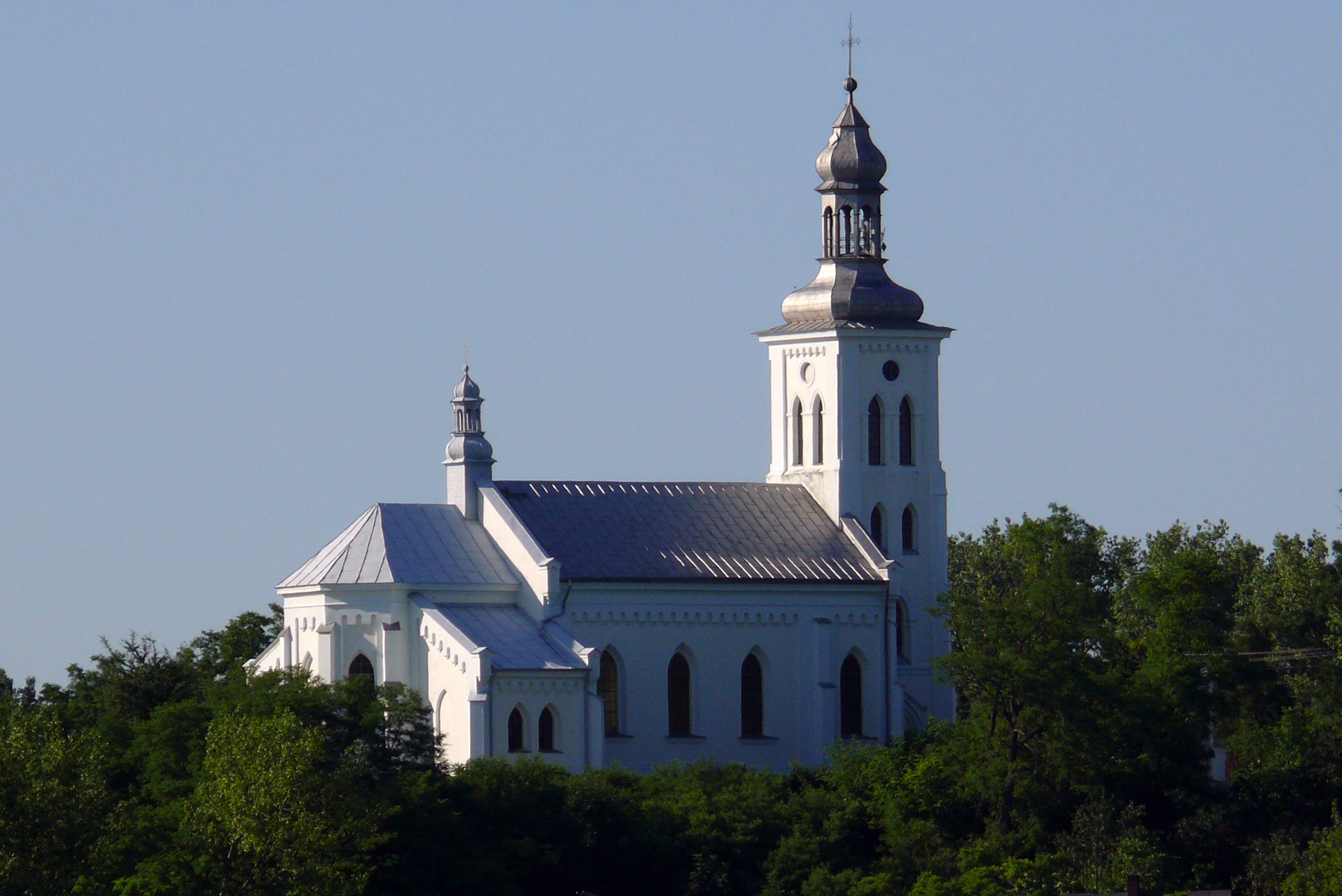
Gesamtansicht

In der Umgebung des Ortes sind Spuren steinzeitlicher Besiedlung und ein Friedhof der Przeworsk-Kultur nachgewiesen. Chełmno wurde 1136 erstmals urkundlich erwähnt. Das Gut gehörte zu 149 Siedlungen im Besitz des Erzbistums Gnesen, die der Bischof den Zisterziensern übergab. Ende des 12. Jahrhunderts war es mit Dąbie im Besitz des Klosters Strzelno, was durch eine Urkunde von 1238 bestätigt wurde. Die Kirchengemeinde besteht seit dem 13. Jahrhundert.
Am 29. März 1530 bestätigte König Sigismund die Erteilung der Stadtrechte durch Jan Łaski. Ein eigentliches Stadtzentrum entwickelte sich jedoch nicht. Nach der zweiten Teilung Polens 1793 wurde Chełmno preußisch und gehörte zu Südpreußen. Im Jahr 1807 kam es zum Herzogtum Warschau und 1815 zum russischen Kongresspolen.
Als Dank für die Unterdrückung des Novemberaufstandes erhielt Generalleutnant Karol Bystram 1837 das Herrenhaus, einen ehemaligen Sitz des Erzbischofs. Bei einem weiteren Aufstand fand am 7. Oktober 1863 bei Chełmno ein blutiges Gefecht zwischen Aufständischen und Kosaken statt. Von 1870 bis 1875 wurde die eklektizistische Pfarrkirche errichtet. Architekt war der Bezirksingenieur Ignacy Miłobędzki. Während des Ersten Weltkrieges fanden Mitte November 1914 Gefechte zwischen Chełmno und Rzuchów statt. Kriegsgräber befinden sich auch auf dem evangelischen Friedhof in Dąbie.
Die Gründung der Freiwilligen Feuerwehr Chełmno erfolgte 1918. Im Jahr 1933 wurde ein Teil der Gemarkung zwischen Chełmno und Ladorudz parzelliert. Das neue Dorf erhielt den Namen Chełmno-Parcele.
Nach dem Überfall auf Polen wurde der Ort von der deutschen Wehrmacht besetzt. In der bis Januar 1945 dauernden Besatzungszeit wurde der Name in Kulmhof am Ner geändert. Von Dezember 1941 bis März 1943 bestand das Vernichtungslager Kulmhof, in dem 170.000 Juden, Sinti und Roma in Gaswagen ermordet wurden. Eingangsstation war das Herrenhaus, das am 7. April 1943 zerstört wurde. Bei der Auflösung des Ghettos Litzmannstadt wurde das „Waldlager“ im Sommer 1944 nochmals zur Tötung von Juden benutzt.
Eine neue Grundschule wurde 1973 eingeweiht und 1999 nach dem Nationaldichter Adam Mickiewicz benannt.
Die seit 1919 in der Zweiten Polnischen Republik errichtete Landgemeinde Chełmno wurde 1954 in Gromadas aufgeteilt. Bei deren Auflösung kamen die Orte mit Chełmno 1973 in der Mehrzahl zur Landgemeinde Dąbie, die 1990/1991 mit der Stadt zur Stadt-und-Land-Gemeinde zusammengelegt wurde. Der Powiat wurde 1975 aufgelöst, das Gebiet kam von der Woiwodschaft Posen zur Woiwodschaft Konin. Zum 1. Januar 1999 kamen Chełmno und die Gemeinde Dąbie zur Woiwodschaft Großpolen und zum wieder errichteten Powiat Kolski.
Das Schulzenamt (sołectwo) Chełmno hat einen dreiköpfigen Rat. Sołtys ist Stanisław Chwiałkowski.

## Gedenkstätte

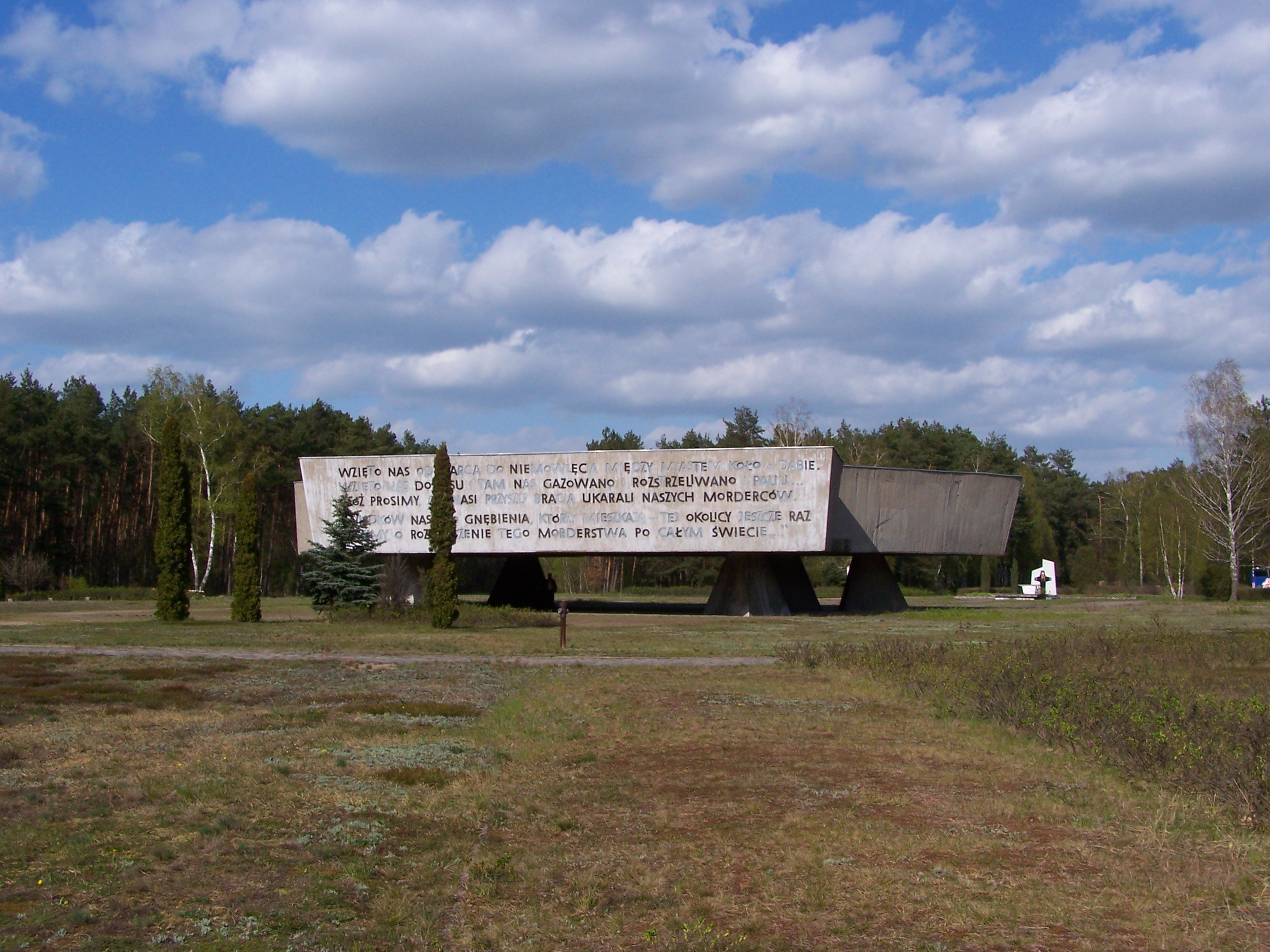
Gedenkstätte im Wald

Die Gedenkstätte für das Vernichtungslager wurde im „Waldlager“ angelegt.

## Sehenswürdigkeit
Die Pfarrkirche von 1875 auf dem Hochufer des Ners steht mit dem Glockenträger und der Umfassungsmauer unter Denkmalschutz.

## Verkehr
Der Ort liegt an der Woiwodschaftsstraße DW473, die von der Kreisstadt nach Dąbie führt, wo Anschluss an die Autobahn A2 besteht. Der nächste internationale Flughafen ist Łódź.
Der nächste Bahnhof ist Koło an der Bahnstrecke Warschau–Posen. Chełmno hatte einen Bahnhof an der Schmalspurbahn Sompolno–Dąbie Kolskie.